# Friguia Parc
Friguia Parc est un parc zoologique tunisien situé sur la côte méditerranéenne, près du golfe d'Hammamet, dans les environs de la ville de Bouficha. Ouvert le 11 novembre 2000, il couvre une superficie de 36 hectares et compte près de 400 animaux et 62 espèces. Il comprend notamment le seul delphinarium du pays.
En plus de son rôle de parc zoologique, il propose des spectacles de troupes folkloriques africaines ainsi que des spectacles d'otaries.

## Historique
En 2010, le parc s'est doté du premier delphinarium du pays. L'arrivée des grands dauphins est controversée car ceux-ci proviennent de captures en milieu sauvage, effectuées lors de chasses dirigées à Taiji (au Japon) et aux îles Salomon,.

## Installations et faune présentée

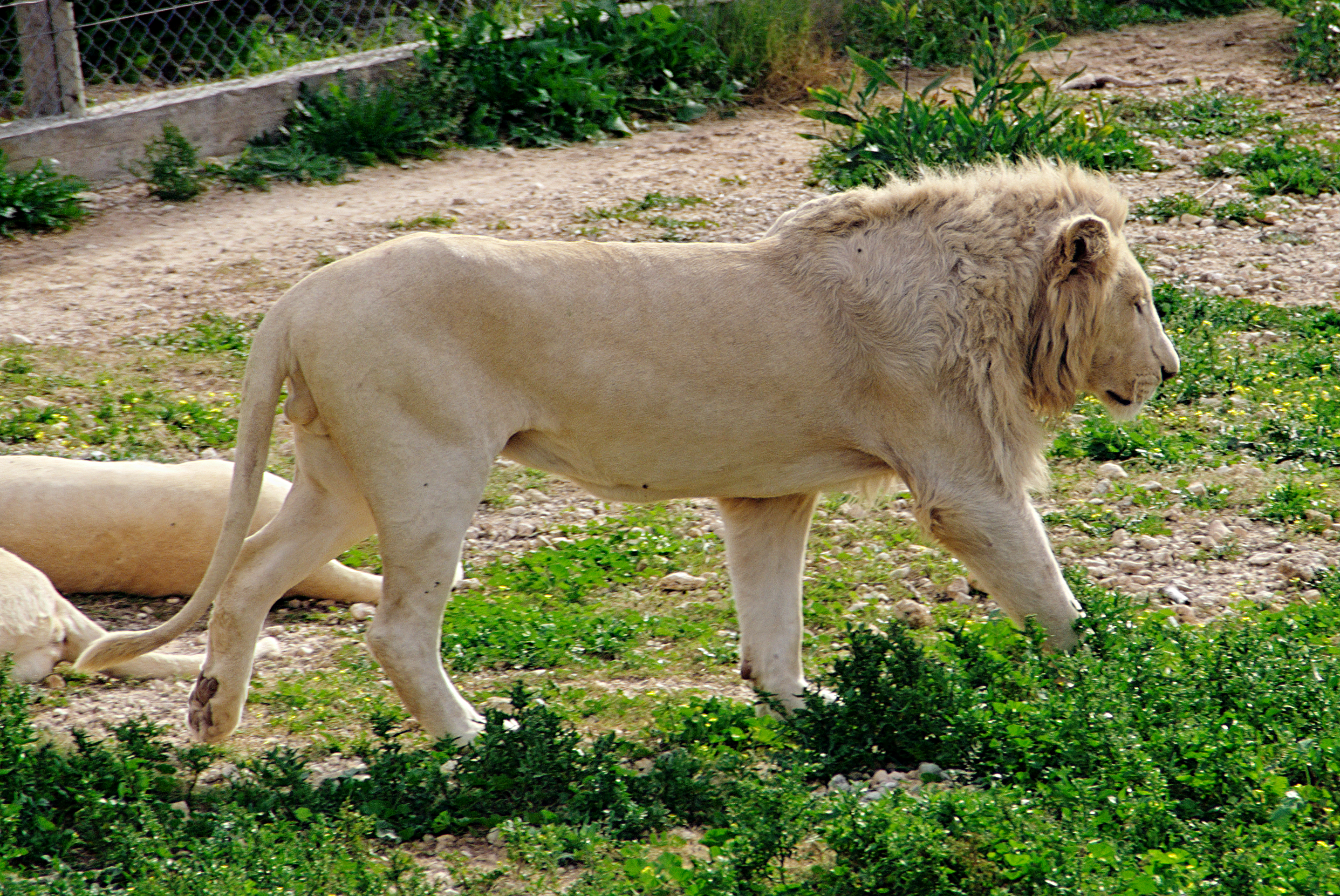
Lion blanc.
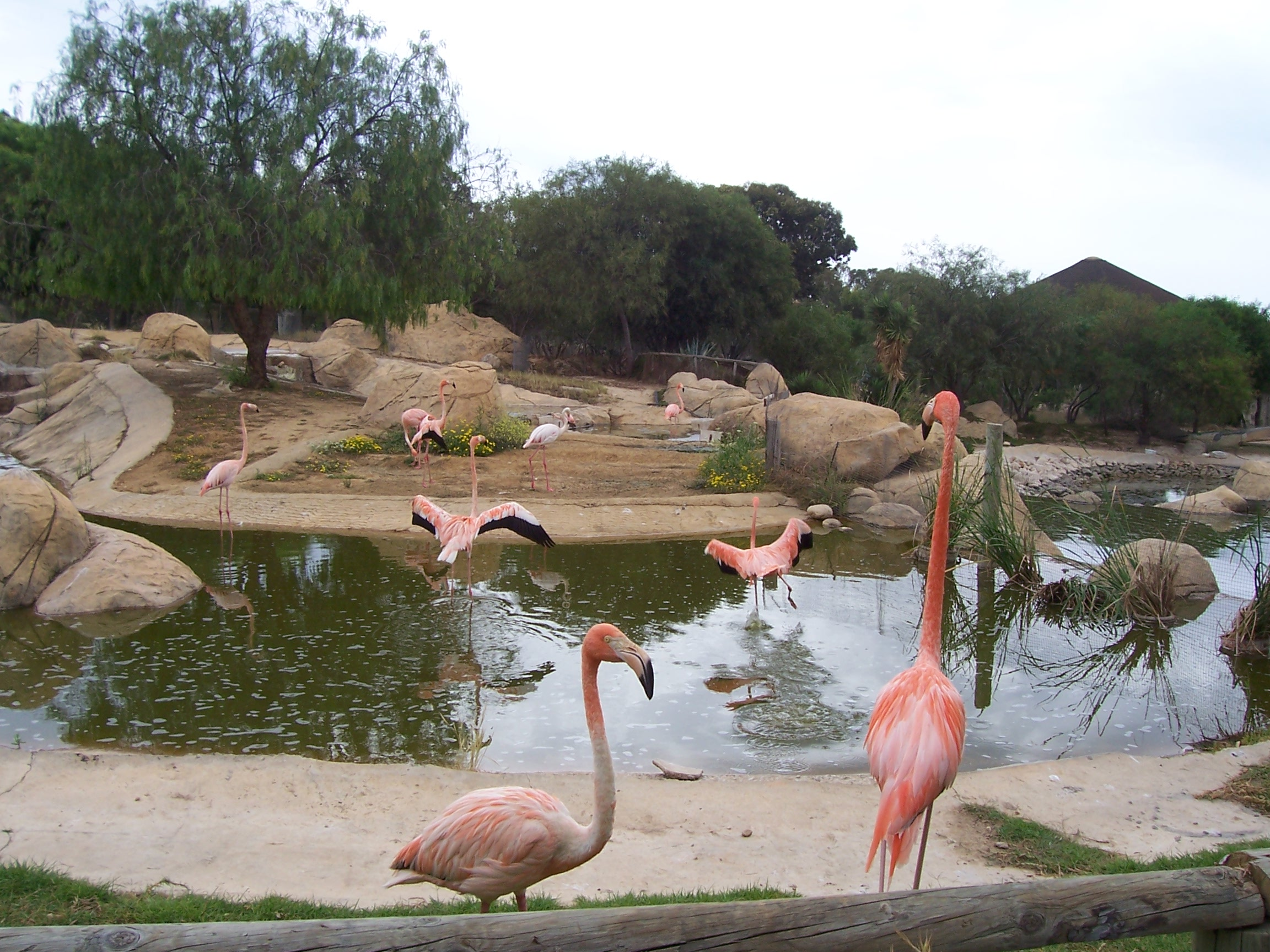
Flamants roses.
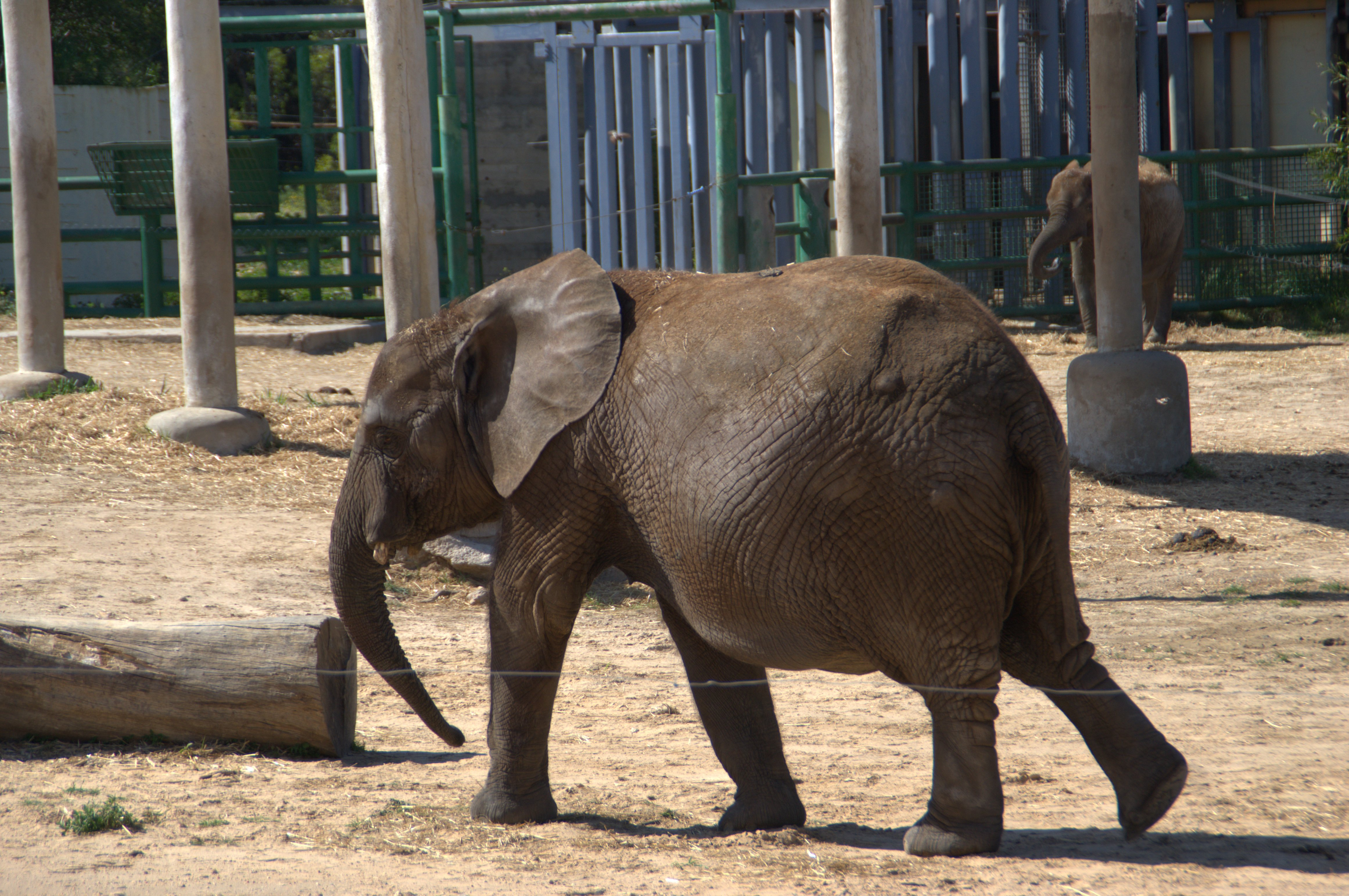
Éléphant d'Afrique.
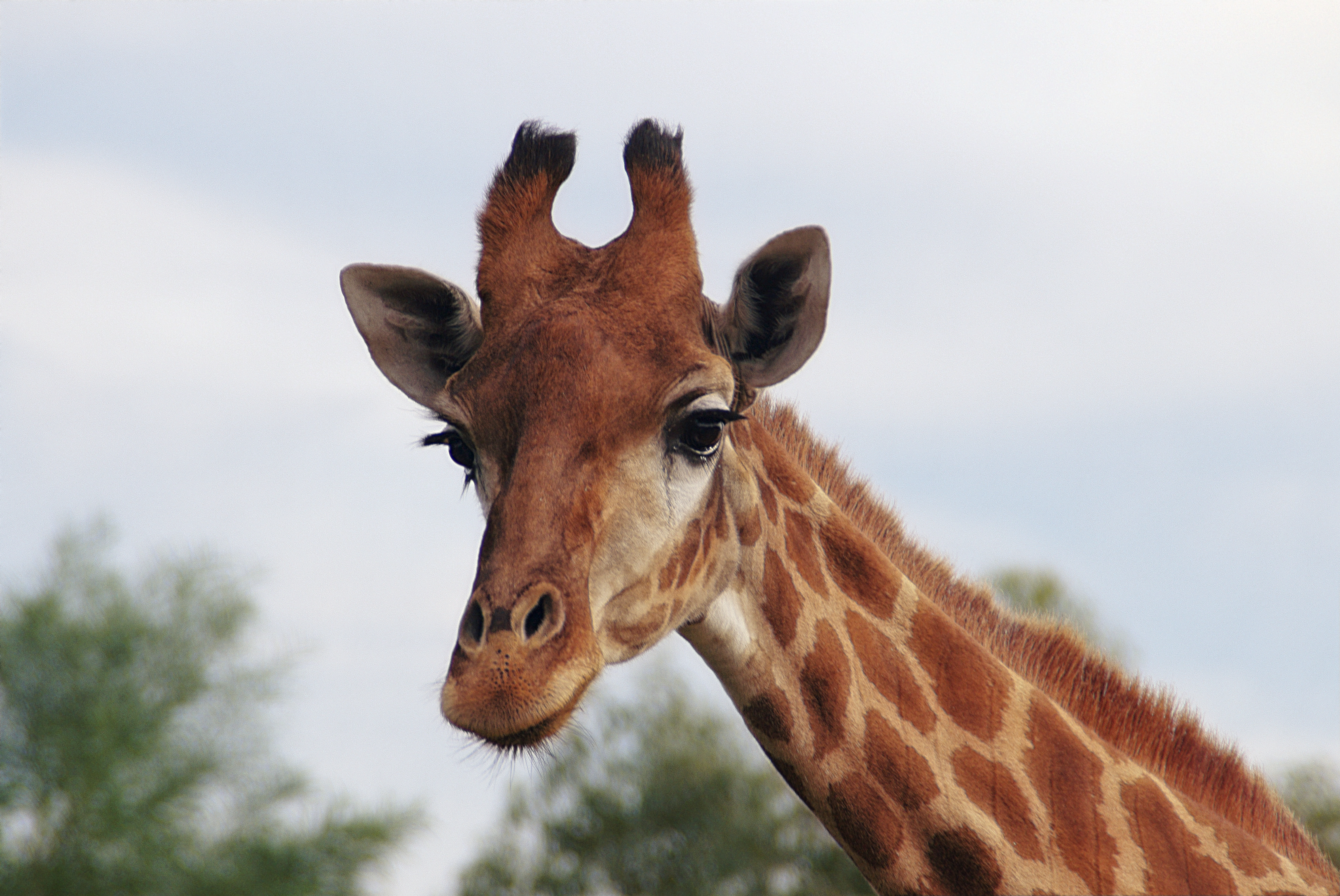
Girafe.